# بيلي جاك هاينز
بيلي جاك هاينز (بالإنجليزية: Billy Jack Haynes)‏ هو مصارع محترف أمريكي، ولد في 10 يوليو 1953 في بورتلاند في الولايات المتحدة.

## وصلات خارجية
- بيلي جاك هاينز على موقع WrestlingData.com (الإنجليزية)
- بيلي جاك هاينز على موقع CageMatch worker (الإنجليزية)
- بيلي جاك هاينز على موقع قاعدة بيانات المصارعة على الإنترنت (الإنجليزية)
- بيلي جاك هاينز على موقع عالم المصارعة على الإنترنت (الإنجليزية)